# Gino Franceschini
Gino Franceschini (Sansepolcro, 10 ottobre 1890 – Sansepolcro, 12 dicembre 1974) è stato uno storico italiano. Studioso di storia medievale italiana, ha dedicato approfondite ricerche alla storia delle famiglie dei Malatesta di Rimini e dei Montefeltro di Urbino, alla signoria malatestiana e alla storia della città di Sansepolcro.

## Biografia
Nato a Sansepolcro, rimase orfano di padre in tenera età e, sostenuto dallo zio materno don Antonio Buitoni, compì gli studi ginnasiali presso il Seminario Vescovile cittadino. Al termine del ginnasio si dedicò a lavori di fortuna, in Italia e all'estero, senza tralasciare la formazione culturale, che avvenne attraverso le riviste La Voce e La Critica (in tal modo egli si avvicinò alle posizioni di Benedetto Croce. Terminato il servizio di leva conseguì la maturità magistrale come autodidatta nel 1914 e quella liceale nel 1914, avviando così la carriera dell'insegnamento. Dal 1914 al 1918 partecipò alla prima guerra mondiale e durante questo periodo si iscrisse all'Accademia Scientifico-Letteraria di Milano, conseguendo la laurea in Lettere sotto la guida di Gioacchino Volpe, di cui diventò prima allievo e poi collega.
Nel 1944 favorì l'accoglienza nell'Ospedale di Sansepolcro dell'amico Attilio Momigliano, perseguitato dalle leggi razziali.
Dopo esperienze di insegnamento nei licei (Milano, Urbino e Città di Castello), nel 1951 conseguì la libera docenza e ricoprì la cattedra di Storia medioevale e moderna nell'Università degli Studi di Urbino. Nell'ambito della carriera dirigenziale della pubblica istruzione fu anche preside, dapprima del liceo classico Francesco Petrarca di Arezzo e poi del liceo scientifico Pier della Francesca di Sansepolcro.
Collaboratore di numerosi istituti culturali e di ricerca, fu socio della Deputazione di Storia Patria per l'Umbria e dell'Accademia Petrarca di Lettere, Arti e Scienze di Arezzo.
Morì nella sua città natale il 12 dicembre 1974.

## Attività di ricerca
Dal 1923 Franceschini si dedicò con passione alla ricerca storica, rivolgendo la propria attenzione ad alcuni centri dell'Alta Valle del Tevere, quali Citerna,  Sansepolcro e la pieve della Sovara. In seguito amplia i propri interessi alla storia delle famiglie signorili dei Malatesta di Rimini e dei Montefeltro di Urbino.
Particolare attenzione riscosse la teoria presentata al primo Congresso Internazionale di Studi Longobardi, tenutosi a Spoleto nel settembre 1951, nella comunicazione intitolata Chiese a coppie in territori Arimannici dell'Alta valle del Tevere. Il Franceschini sostenne che la presenza di due chiese intitolate a santi legati alle tradizioni religiose longobarde e bizantine e assai prossime tra di loro in Alta Valle del Tevere sia spia della compresenza di comunità cattoliche e ariane.
Tra 1949 e 1950 partecipò alla realizzazione del manuale scolastico Lineamenti di storia per i licei, di Ruggero Rinaldi, per il quale commentò una serie di letture antologiche.
Nel 1982 l'Università degli Studi di Urbino ha pubblicato una ponderosa opera postuma alla quale Franceschini aveva lavorato negli ultimi anni della sua vita, Documenti e regesti per servire alla storia dello Stato d'Urbino e dei conti di Montefeltro, 1-2, Urbino 1982.

## Scritti principali
- G. Franceschini, Alcuni documenti su la signoria di Galeotto Malatesti a Borgo San Sepolcro (1371-1385), Faenza 1951
- G. Franceschini, La pieve di S. Maria alla Sovara : congetture e documenti intorno alle sue origini e alle sue vicende, Sansepolcro 1951
- G. Franceschini, Saggi di storia montefeltresca e urbinate, Selci Lama 1957
- G. Franceschini, Figure del Rinascimento urbinate, Urbino 1959
- G. Franceschini, I Montefeltro nei primi due secoli della loro storia (1150-1350), Città di Castello 1963
- G. Franceschini, I Montefeltro, 1970
- G. Franceschini, I Malatesta, Milano 1973
- G. Franceschini, Documenti e regesti per servire alla storia dello Stato d'Urbino e dei conti di Montefeltro, 1-2, Urbino 1982.